# 鄭弘 (圍棋棋手)
鄭弘（1968年2月19日—），男，四川省人，中国圍棋运动员，职业九段。中国圍棋協会所屬。NEC杯、宝勝電纜杯圍棋戦準優勝。在北京開設鄭弘圍棋学校。

## 經歷
成都市出生。8歳開始學習圍棋、11歳進入体育学校。

### 主要棋歴
国際棋戦
- 東洋證券杯世界圍棋錦標賽 出場 1993年第6回（×武宮正樹）
- 富士通杯世界職業圍棋錦標賽 出場 1999年（×加藤正夫）
- 中日围棋擂台赛
  - 1991年 3-1（○小松英樹、○小縣真樹、○依田紀基、×片岡聰）
  - 1992年 1-1（○小松英樹、×依田紀基）
- SBS杯和真露杯三國圍棋擂臺賽
  - 1994年 0-1（×宮澤吾朗）

国内棋戦
- 全国围棋个人赛 1990、98年3位
- NEC杯 準優勝 1996年
- 宝勝電纜杯圍棋戦 準優勝 1997年
- 中国围棋甲级联赛
  - 2000年（福建紅古田）
  - 2001年（福建紅古田）
  - 2003年乙級（香港信世界）
  - 2005年乙級（北京鄭弘圍棋道場）
  - 2008年乙級（北京網絡圍棋）
  - 2009年丙級（北京西藏藥業）

## 外部連結
- 郑弘围棋道场
- 郑弘围棋学校 （页面存档备份，存于）
- 華奥星空体育明星「郑弘」 （页面存档备份，存于）
- 圍棋吧「郑弘」[永久]
- 搜狐体育「郑弘：棋手下海第一人 北京市场非常广阔」 （页面存档备份，存于）（2004年12月24日）